# Mercey, Eure

Mercey este o comună în departamentul Eure, Franța. În 1 ianuarie 2022 avea o populație de 56 de locuitori.